# Нулевой аффикс
Нулевой суффикс в лингвистике — суффикс, не выраженный звуками и буквами (на письме), но передающий определённое грамматическое значение: «значимое отсутствие».

## Типы словообразовательных нулевых суффиксов и их значения в дериватах разных частей речи

### Существительные
Существительные, мотивированные глаголами:
- отвлеченное действие (состояние): пуск, поджог, лов; быт, пошив; смех, сон (смена конечных гласных в основе); пересуды, расспросы, побои;
- предмет или лицо, производящий/производящее действие: сторож, вождь, бахвал; насос, клюв. ухват; обжора, задира, заика; путы, всходы, тиски; дело, село, ложе;
- объект или результат действия: посол, вар, перегной, дар, шов.

Существительные, мотивированные прилагательными:
- отвлеченный признак: удаль, рань, зелень;
- носитель признака: интеллектуал, нейтрал, нелегал, корабел; Курилы, техасы; Комсомольск, Волжск, Кузнецк.

Существительные, мотивированные существительными:
- собирательность: овощ, зернь, цифирь;
- лицо/существо по месту обитания: ризничий;
- женский пол: супруга, раба, Александра, Валерия, Иванова, русская, дежурная.

### Прилагательные
Мотивированные количественными числительными:
- порядковое (счетное) значение: пятый, десятый, пятнадцатый, сотый.

Мотивированные компаративом:
- высшая степень проявления признака: больший, меньший, старший, младший.

Мотивированные глаголом:
- признак по действию: вхожий, прохожий, заезжий, похожий, хворый.

Мотивированные существительным:
- относительное значение (признак по предмету): золотой, рабочий, жеребый.
- притяжательное значение: отчий, патриарший, орлий.

### Предикативные наречия
- транспозиционное значение: жаль (от жалеть).